# Топологическая энтропия
Топологическая энтропия — в теории динамических систем неотрицательное вещественное число, которое является мерой сложности системы.

## Определение
Пусть задано непрерывное отображение T метрического компакта (X,d) в себя. Тогда метрика {\displaystyle d_{n}} на X определяется как
{\displaystyle d_{n}(x,y)=\max _{0\leq j\leq n}d(T^{j}(x),T^{j}(y)),}
иными словами, это максимальное расстояние, на которое орбиты x и y расходятся за n итераций. Далее, для заданного {\displaystyle \varepsilon >0,} говорят, что множество — {\displaystyle (n,\varepsilon )}-отделённое, если попарные {\displaystyle d_{n}}-расстояния между его точками не меньше {\displaystyle \varepsilon }, и мощность наибольшего такого множества обозначается через {\displaystyle N(n,\varepsilon )}.
Тогда топологической энтропией отображения T называется двойной предел
{\displaystyle h(T)=\lim _{\varepsilon \to 0}\limsup _{n\to \infty }{\frac {1}{n}}\log N(n,\varepsilon ).}
Эта же величина может быть определёна иначе: если обозначить через {\displaystyle M(n,\varepsilon )} мощность наименьшей {\displaystyle \varepsilon }-сети, то
{\displaystyle h(T)=\lim _{\varepsilon \to 0}\limsup _{n\to \infty }{\frac {1}{n}}\log M(n,\varepsilon ).}
Эквивалентность этих определений легко выводится из неравенств {\displaystyle N(n,\varepsilon )\leq M(n,\varepsilon )\leq N(n,\varepsilon /2).} И то, и другое определение формализуют следующее нестрогое понятие: для неизвестной начальной точки, какое количество информации нужно получить в расчёте на одну итерацию, чтобы предсказать большое количество итераций с небольшой фиксированной ошибкой.